# Tecnologia industrial
La tecnologia industrial és l'ús de l'enginyeria i la manufactura per fer una producció més ràpida, simple i més eficient. El camp de la tecnologia industrial empra a persones creatives i tècnicament competents que poden ajudar a una empresa aconseguir una productivitat eficient i rendible.
Els programes de tecnologia industrial solen incloure instruccions en la teoria d'optimització, factors humans, comportament organitzacional, processos industrials, procediments de planificació industrial, aplicacions informàtiques, i preparació d'informes.
Planificar i dissenyar processos de manufactura i equip és un aspecte principal de ser un tecnòleg industrial. Un tecnòleg industrial és sovint responsable de la implementació de certs dissenys i processos. La tecnologia Industrial consisteix en la gestió, operació i manteniment de sistemes operatius complexos.
En una orientació més ingenieril, la tecnologia industrial amplia els coneixements científics, tècnics, econòmics i mediambientals; s'incideix en profunditat en els elements de màquines i sistemes, en els sistemes pneumàtics i en els aspectes socials i mediambientals de la tècnica, així com en les diverses normes de seguretat exigibles en tota activitat laboral.
Obre camins d'aplicacions concretes i pràctiques d'altres disciplines científiques, alhora que vertebra aquells coneixements necessaris per abordar estudis superiors.

## Acreditació i certificació
L'Associació de Tecnologia, Gestió i Enginyeria Aplicada (ATGIA), acredita programes universitaris seleccionats de tecnologia Industrial en EE.UU. Un instructor o graduat d'un programa de tecnologia Industrial pot optar per convertir-se en un Administrador de Tecnologia Certificada (ATC) presentant un rigorós examen administrat per ATGIA cobrint la Planificació de producció i Control, Seguretat, Qualitat i Gestió/Supervisió.
El programa d'acreditació de l'ATGIA és reconegut pel Consell per a l'Acreditació de l'Educació Superior (CAES) per a l'acreditació dels programes de tecnologia Industrial. CAES reconeix a ATGIA en els EE.UU. per a l'acreditació d'associats, batxillerats i programes de mestratge a la tecnologia, tecnologia aplicada, enginyeria de la tecnologia i les disciplines relacionades amb la tecnologia per les institucions nacionals o regionals acreditades als Estats Units. (2011)

## Coneixement bàsic
La tecnologia Industrial inclou un ampli tema i podria ser vist com una derivada de l'enginyeria industrial i temes de negocis amb un enfocament en la practicitat i la gestió dels sistemes tècnics amb menys èmfasi en l'enginyeria real d'aquests sistemes.
Un currículum típic en una universitat de quatre anys podria incloure cursos sobre processos de fabricació, la tecnologia i l'impacte en la societat, els sistemes mecànics i electrònics, garantia de qualitat i el Control, ciència dels materials, d'envasos, producció i gestió d'operacions, i la planificació i el disseny de les instal·lacions de fabricació. A més, el tecnòleg industrial pot tenir l'exposició a una major educació d'estil professional en forma de cursos sobre manufactura de CNC, soldadura, i altres eines del comerç en la indústria manufacturera. Això diferencia el camp de la tecnologia Industrial d'altres disciplines de l'enginyeria i de negocis.

## Tecnòleg industrial
Els graduats en tecnologia Industrial obtenen una majoria dels llocs que estan orientats a enginyeria i/o gestió. Llocs típics que podria ocupar per persones graduades en tecnologia industrial poden ser:
- Gerent de producció
- Gerent de planta
- Director de projecte
- Supervisor de producció
- Tècnic de projecte
- Tecnòleg de fabricació
- Tecnòleg de processos

Un pla d'estudis tècnic pot enfocar-se o especialitzar-se en una àrea determinada d'estudi. Exemples d'això inclouen electrònica, fabricació, construcció, gràfic, automatització o robòtica, CAD, nanotecnologia, aviació, etc. La tecnologia Industrial es considera una carrera que és separada i diferent de la de l'enginyeria.

## El desenvolupament tecnològic en la indústria
Un tema important d'estudi és el desenvolupament tecnològic en la indústria. Això es defineix com:
- La introducció de noves eines i tècniques per dur a terme tasques encomanades en producció, distribució, processament de dades (etc.).
- La mecanització del procés de producció, o l'assoliment d'un estat major d'autonomia dels sistemes de producció tècnica de control humà, la responsabilitat, o la intervenció.
- Canvis en la naturalesa i el nivell d'integració dels sistemes tècnics de producció o una major interdependència.
- El desenvolupament, utilització i aplicació de noves idees científiques, conceptes i la informació en la producció i altres processos.
- La millora de les capacitats tècniques de rendiment, o l'augment de l'eficiència de les eines, equips i tècniques en la realització de tasques encomanades.

Els estudis realitzats en aquest àmbit sovint apliquen una metodologia multidisciplinària de recerca i canvi cap a l'anàlisi més àmplia de negocis i creixement econòmic. Els estudis es basen sovint en una mescla de la recerca de camp industrial i l'anàlisi de dades que pretenen ser d'interès i utilitat per als professionals en la gestió empresarial i la inversió, així com acadèmics. En enginyeria, construcció, tèxtil, menjar i drogues, química i petroli, i altres indústries, l'enfocament ha estat en no només en l'obstaculització de la naturalesa, factors facilitadors i utilització de noves tecnologies, sinó també en l'impacte de les noves tecnologies en l'organització de la producció de les empreses i els diversos aspectes socials i uns altres més amplis del procés de desenvolupament tecnològic.
Com i quan el desenvolupament tecnològic en la indústria es realitza?:
1. Processos tecnològics basats sempre en el material, equip, habilitats humanes i de les circumstàncies de funcionament.
2. Si algun d'aquests paràmetres ha canviat, hem de tornar a calibrar aquesta tecnologia perquè coincideixi amb el producte dissenyat.
3. Aquesta calibració no pot ser considerada com un canvi a la tecnologia, perquè la tecnologia industrial no és més que una guia de l'enginyeria per aconseguir l'especificació requerida del producte dissenyat.
4. Per calibrar qualsevol tecnologia industrial, hem de fer una còpia documentada d'experiments de fabricació fins a coincidir les especificacions del producte final basat a la tecnologia original, nous paràmetres modificats i fonaments científics.
5. Finalment s'ha de fer la documentació del nou canvi perquè resulti com una nova addició.
6. Qualsevol aplicació de la tecnologia industrial per primera vegada o després de molt temps, han de ser provats per noves mostres.